# الکساندر ساهاروف
الکساندر ساهاروف (استونیایی: Aleksander Saharov؛ زادهٔ ۲۲ آوریل ۱۹۸۲) بازیکن فوتبال اهل استونی بود.
از باشگاه‌هایی که در آن بازی کرده‌است می‌توان به باشگاه فوتبال فلورا تالین، باشگاه فوتبال نومه کالیو، و باشگاه فوتبال ویلیاندی تولویک اشاره کرد. وی همچنین در تیم ملی فوتبال استونی  بازی کرده‌است.